# Fondo de comercio

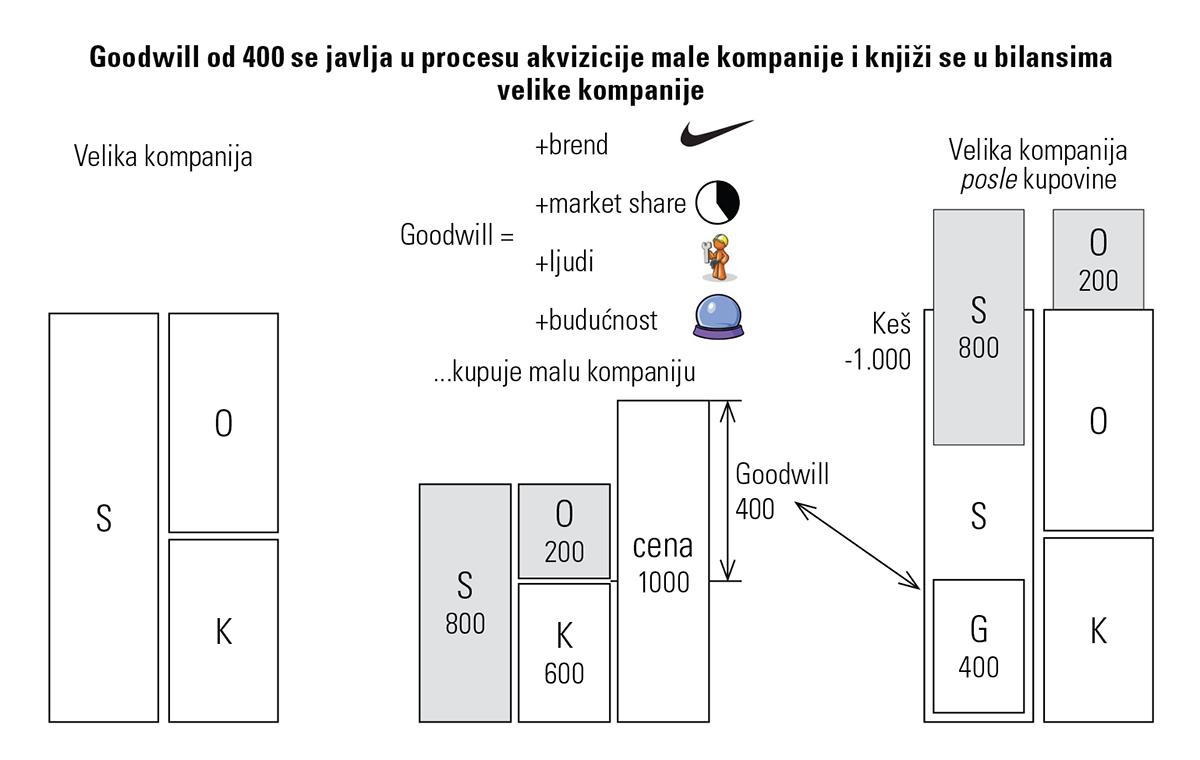
El fondo de comercio cuantifica la capacidad de las empresas para obtener beneficios extraordinarios, entendido estos como aquellos beneficios superiores a la rentabilidad normal del mercado o del sector.

En la economía de la empresa y en contabilidad, el fondo de comercio (o en inglés, «goodwill»), en otros países hispanos crédito mercantil , plusvalía o llave de negocio, es el valor actual de los superbeneficios que produce una empresa. Corresponde al valor inmaterial de esta derivado de factores como la clientela, la eficiencia, la organización, el crédito, el prestigio, la experiencia, etc. que le permiten obtener rentabilidades superiores a las esperadas por la simple suma de sus activos contables.
Una empresa puede valer más que la suma algebraica de todos los elementos que componen su patrimonio. El fondo de comercio recoge este valor adicional por encima de los elementos que la forman y que, en caso de venta, hace que se pague por ella más de los que valen sus elementos en sí. El fondo de comercio cuantifica la capacidad de las empresas para obtener beneficios extraordinarios, entendido estos como aquellos beneficios superiores a la rentabilidad normal del mercado o del sector.

## Fondo de comercio en el Plan General de Contabilidad español
En el Plan General de Contabilidad español, el fondo de comercio se define como el conjunto de elementos intangibles o inmateriales de la empresa que implican valor para esta. Lo forman, entre otros, la clientela, la razón social, la ubicación de la empresa, etc.
El valor del fondo de comercio puede figurar en el balance únicamente cuando haya sido adquirido a terceros pero no si es autogenerado. Hasta el año 2016 no se amortizaba, y en su lugar las unidades generadoras de efectivo, a las que se haya asignado el fondo de comercio, se someterán anualmente a la comprobación por deterioro de valor y procediendo, en su caso, al registro de la corrección valorativa.
A partir del año 2016, el Fondo de Comercio, pasa a amortizarse contablemente en 10 años y fiscalmente en 20 años.
Ocupa una cuenta del grupo 2 (activo no corriente), subgrupo 20 (inmovilizado intangible) del plan.

## Cuantificación del fondo
Los dos sistemas que existen para valorar el fondo de comercio se basan en gran medida en actualizar los beneficios que se espera que alcance la empresa. Por ello, en su cálculo intervienen tres elementos:
- la cuantía de los beneficios que se consideran normales,
- el número de años futuros que tenga en el mercado
- el tipo de interés que se utilizará para actualizar los valores antes mencionados.

Las dos técnicas más usadas para el cálculo del fondo de comercio son:
- El método indirecto o alemán, considera que el valor de la empresa en funcionamiento es el valor de rendimiento. Entonces el Fondo de Comercio se calcula mediante la diferencia entre el valor de rendimiento y el valor sustancial.
- El método directo o anglosajón parte de la determinación del valor material de la empresa y separadamente se estima el fondo de comercio mediante el método de superrendimientos. Se parte de la comparación, en cada ejercicio, entre el beneficio que obtiene la empresa y el que se consideraría normal en el sector o en la economía. La diferencia entre ambos sería el superrendimiento.